# 波爾·霍爾姆
波爾·霍爾姆（Poul Holm，1920年—2000年），是丹麥羽球運動員。
在第二次世界大戰後不久，波爾·霍爾姆是丹麥和歐洲最重要的羽球運動員之一。 1946年，他贏得丹麥羽球公開賽男子單打冠軍。1947年，他在全英羽球錦標賽贏得2項冠軍，其中男子雙打搭配塔格·麥德森，混合雙打搭配托妮·阿姆。1950至1952年，他與托妮·阿姆連續贏得3屆全英混合雙打冠軍。
1949年，波爾·霍爾姆曾代表丹麥獲得第一屆湯姆斯盃亞軍。